# Meinolf Zurhorst
Meinolf Zurhorst (* 1953 in Bergisch Gladbach) ist ein deutscher Filmjournalist und -produzent sowie Autor zahlreicher Sachbücher.

## Leben
Meinolf Zurhorst studierte Theater-, Film- und Fernsehwissenschaften sowie Kunstgeschichte, Ethnologie und Philosophie. Ab 1977 war er freier Autor für verschiedene Zeitungen und Magazine und betätigte sich auch beim Fernsehen. Er spezialisierte sich dabei auf die Filmkunst und verfasste mehrere Sachbücher über Filmgeschichte, darunter auch das Lexikon des Kriminalfilms. Zudem schrieb er für die Sachbuchreihe „Heyne Filmbibliothek“ zwischen 1983 und 1997 zahlreiche Biografien über international beliebte Filmstars wie Robert De Niro, Jack Nicholson, Julia Roberts, Tom Hanks, Richard Gere, Gérard Depardieu, Lino Ventura, Robin Williams, Demi Moore oder Mickey Rourke. Als Filmkritiker war er auch regelmäßiger Mitarbeiter des bekannten Fischer Film-Almanachs. Daneben betätigte sich Zurhorst als Film- und Videoproduzent. Heute ist er Redaktionsleiter des Ressorts „Spielfilm III“ von ZDF und Arte.

## Schriften (Auswahl)
- zusammen mit Hans-G. Kellner, J. M. Thie, Georg Seeßlen: Der Gangster-Film. Regisseure, Stars, Autoren, Spezialisten, Themen und Filme von A – Z. Enzyklopädie des populären Films (Band 8), München 1977 (ISBN 3-88144-118-2 oder ISBN 3-88144-128-X)
- zusammen mit Lothar Just: Jack Nicholson. Seine Filme – sein Leben. Heyne-Filmbibliothek (Band 52), München 1983 (3. Auflage 1990, ISBN 3-453-86052-7)
- zusammen mit Lothar Just: Lino Ventura. Seine Filme – sein Leben. Heyne-Filmbibliothek (Band 65), München 1984 (ISBN 3-453-86065-9)
- Lexikon des Kriminalfilms. 350 Filme von 1900 - 1985. München 1985 (ISBN 3-453-02175-4)
  - völlig überarbeitete Neuauflage 1993 unter dem Titel: Lexikon des Kriminalfilms. Mit mehr als 400 Filmen von 1900 bis heute. München (ISBN 3-453-05210-2)
- Robert De Niro. Seine Filme – sein Leben. Heyne-Filmbibliothek (Band 108), München 1987 (4. Auflage 1998, ISBN 3-453-00121-4)
- Die neuen Gesichter Hollywoods. Heyne-Filmbibliothek (Band 123), München 1988 (ISBN 3-453-02626-8)
- Mickey Rourke. Seine Filme – sein Leben. Heyne-Filmbibliothek (Band 129), München 1989 (ISBN 3-453-03011-7)
- Die neuen Sexgöttinnen. Heyne-Filmbibliothek (Band 148), München 1990 (ISBN 3-453-04129-1)
- Gérard Depardieu. Seine Filme, sein Leben. Heyne Film- und Fernsehbibliothek (Band 162), München 1991 (ISBN 3-453-05237-4)
- Isabelle Adjani. Ihre Filme – ihr Leben. Heyne Film- und Fernsehbibliothek (Band 163), München 1992 (ISBN 3-453-05238-2)
- zusammen mit Heiko R. Blum: Mario Adorf. Seine Filme – sein Leben. Heyne-Filmbibliothek (Band 176), München 1992 (ISBN 3-453-05972-7)
- Julia Roberts. „Pretty woman“. Heyne-Filmbibliothek (Band 168), München 1992 (3., aktualisierte Auflage 1999, ISBN 3-453-05757-0)
- Richard Gere. Seine Filme – sein Leben. Heyne-Filmbibliothek (Band 180), München 1993 (2. Auflage 1994, ISBN 3-453-05976-X)
- Robin Williams. Der ernsthafte Komödiant. Heyne-Filmbibliothek (Band 208), München 1994 (ISBN 3-453-08122-6)
- Tom Hanks. Der weise Tor. Heyne-Filmbibliothek (Band 229), München 1995 (ISBN 3-453-09058-6)
- Demi Moore. Lady und Vamp. Heyne-Filmbibliothek (Band 248), München 1997 (ISBN 3-453-11858-8)